# Akimiski
Akimiski je největší ostrov v Jamesově zátoce, jihovýchodní části Hudsonova zálivu. V kríjštině znamená Akimiski země za vodou.
Patří ke Kanadě, k provincii Nunavut, k oblasti Qikiqtaaluk. Rozloha ostrova je 3,001 km2, jedná se tedy o 29. největší ostrov Kanady. Nachází se 19 km od Ontaria.
Ostrov není obýván celoročně, ale indiánský kmen Attawapiskat ho používá pro tradiční účely. Povrch Akimiski je spíše plochý a postupně se svažuje na sever. Většinu vegetace tvoří lišejníky, mech, šáchor a trpasličí smrky. Na pobřeží ostrova se nacházejí bažiny. Sladkovodní potoky, které ústí do jihozápadní Jamesovy zátoky nesou usazeniny a dostatek živin, které pomáhají udržovat produktivní biotopy pro vodní ptactvo kolem Akimiski.
Kolem Akimiski jsou další ostrovy, které se jmenují Gasket, souostroví Gullery Islands, Albert Shoal a ostrovy Akimaské úžiny.

## Podnebí
- Průměrná roční teplota: 2,5 °C
- Průměrné srážky: 450 mm
- Průměrné sněhové srážky: 250 mm

## Fauna
Pobřežní vody a mokřady Akimiski (a Jamesovy zátoky obecně) jsou důležitá místa krmení pro mnoha druhů stěhovavých ptáků, na jaře tudy migruje mnoho ptáků z Arktidy.
Mezi nejvýznamnější druhy patří :
- Arktická berneška
- Berneška velká
- Husa sněžní
- Bahňáci

Mezi savce co tu žijí patří tuleň kroužkovaný, lední medvěd a běluha.